# Slaget vid Chaironeia
I slaget vid Chaironeia i västra delen av Boiotien besegrade Filip II av Makedonien med allierade från bland annat Thessalien, Epirus, Aitolien och norra Fokis år 338 f.Kr. en allierad armé från i huvudsakligen Thebe och Aten. Övriga trupper på de senares sida kom bland annat från Korinth, Megara, södra Fokis, Akarnanien och Ambrakia. Genom Filips seger övertog Makedonien rollen som den ledande stormakten i antikens Grekland (Hellas).